# Guido Andreozzi
Guido Andreozzi (Buenos Aires, 5 de agosto de 1991) é um tenista argentino profissional. Melhor ranking de Nº 70 em simples pela ATP.

## Finais na carreira 9 (7-2)

### Simples 4 (2-2)
| Legenda               |
| ATP Challengers (2-2) |

| Finais por Piso |
| --------------- |
| Duro (0–1)      |
| Saibro (2–1)    |
| Grama (0–0)     |
| Carpete (0–0)   |

| Resultado | No. | Data                  | Torneio             | Piso   | Oponente na final  | Placar                  |
| --------- | --- | --------------------- | ------------------- | ------ | ------------------ | ----------------------- |
| Campeão   | 1.  | 7 de Julho de 2012    | Lima, Peru          | Saibro | Facundo Argüello   | 6–3, 6–7(6–8), 6–2      |
| Finalista | 1.  | 22 de Julho de 2013   | Medellín, Colômbia  | Saibro | Alejandro Gonzalez | 4-6, 4-6                |
| Campeão   | 2.  | 13 de Outubro de 2013 | San Juan, Argentina | Saibro | Diego Schwartzman  | 6-7(4-7), 7-6(7-5), 6-0 |
| Finalista | 2.  | 30 de Junho de 2014   | Manta, Equador      | Duro   | Adrian Mannarino   | 6-4, 3-6, 2-6           |

### Duplas 6 (6-0)
| Legenda               |
| ATP Challengers (6-0) |

| Finais por Piso |
| --------------- |
| Duro (2–0)      |
| Saibro (4–0)    |
| Grama (0–0)     |
| Carpete (0–0)   |

| Resultado | No. | Data                   | Torneio                | Piso   | Parceiro         | Oponentes na final                | Placar   |
| --------- | --- | ---------------------- | ---------------------- | ------ | ---------------- | --------------------------------- | -------- |
| Campeão   | 1.  | 18 de Setembro de 2011 | Belo Horizonte, Brasil | Saibro | Eduardo Schwank  | Ricardo Hocevar Christian Lindell | 6–2, 6–4 |
| Campeão   | 2.  | 1 de Outubro de 2011   | Recife, Brasil         | Duro   | Marcel Felder    | Rodrigo Grilli André Miele        | 6–3, 6–3 |
| Campeão   | 3.  | 12 de Maio de 2012     | Rio Quente, Brasil     | Duro   | Marcel Felder    | Thiago Alves Augusto Laranja      | 6–3, 6–3 |
| Campeão   | 4.  | 14 de Setembro de 2013 | Cali, Colômbia         | Saibro | Eduardo Schwank  | Carlos Salamanca João Souza       | 6–2, 6–4 |
| Campeão   | 5.  | 21 de Setembro de 2013 | Campinas, Brasil       | Saibro | Máximo González  | Thiago Alves Thiago Monteiro      | 6–4, 6–4 |
| Campeão   | 6.  | 25 de Agosto de 2014   | Como, Itália           | Saibro | Facundo Argüello | Steven Diez Enrique López-Pérez   | 6–2, 6–2 |

## Ligações Externas
- Guido Andreozzi na Associação de Tenistas Profissionais